# Montréverd
Montréverd es una comuna nueva francesa situada en el departamento de Vandea, de la región de Países del Loira.

## Historia
Fue creada el 1 de enero de 2016, en aplicación de una resolución del prefecto de Vandea de 15 de diciembre de 2015 con la unión de las comunas de Mormaison, Saint-André-Treize-Voies y Saint-Sulpice-le-Verdon, pasando a estar el ayuntamiento en la antigua comuna de Saint-André-Treize-Voies.

## Demografía
| Gráfica de evolución demográfica de Montréverd entre 1800 y 2013 |
|                                                                  |

Los datos entre 1800 y 2013 son el resultado de sumar los parciales de las tres comunas que forman la nueva comuna de Montréverd, cuyos datos se han cogido de 1800 a 1999, para las comunas de Mormaison, Saint-André-Treize-Voies y Saint-Sulpice-le-Verdon de la página francesa EHESS/Cassini. Los demás datos se han cogido de la página del INSEE.

## Composición
| Comuna delegada          | Código INSEE | Población (2013) | Superficie (km²) | Densidad (hab./km²) |
| ------------------------ | ------------ | ---------------- | ---------------- | ------------------- |
| Mormaison                | 85150        | 1070             | 15.44            | 69                  |
| Saint-André-Treize-Voies | 85197        | 1389             | 18.96            | 73                  |
| Saint-Sulpice-le-Verdon  | 85272        | 997              | 14.07            | 71                  |